# Liste der Präsidenten der Kanarischen Inseln
| Zeitraum         | Präsident                    | Partei |
| ---------------- | ---------------------------- | ------ |
| 1983 – 1987      | Jerónimo Saavedra Acevedo    | PSOE   |
| 1987 – 1989      | Fernando Fernández Martín    | CDS    |
| 1989 – 1991      | Lorenzo Olarte Cullén        | CDS    |
| 1991 – 1993      | Jerónimo Saavedra Acevedo    | PSOE   |
| 1993 – 1999      | Manuel Antonio Hermoso Rojas | CC     |
| 1999 – 2003      | Román Rodríguez Rodríguez    | CC     |
| 2003 – 2007      | Adán Martín Menis            | CC     |
| 2007 – 2015      | Paulino Rivero Baute         | CC     |
| 2015 – 2019      | Fernando Clavijo Batlle      | CC     |
| 2019 – amtierend | Ángel Víctor Torres          | PSOE   |